# Aubrey Beauclerk (5. książę St Albans)
Aubrey Beauclerk (3 czerwca 1740 - 9 lutego 1802 w Londynie), brytyjski arystokrata i polityk, syn Vere'a Beauclerka, 1. barona Vere of Hanworth (młodszego syna 1. księcia St Albans) i Mary Chambers, córki Thomasa Chambersa.
Karierę polityczną rozpoczął w wieku 21 lat, wygrywając wybory do Izby Gmin w okręgu Thetford. W 1768 r. zmienił swój okręg wyborczy na Aldborough. W niższej izbie brytyjskiego parlamentu zasiadał do 1774 r. Po śmierci ojca w 1781 r., jako 2. baron Vere of Hanworth, zasiadł w Izbie Lordów. W 1787 r., po bezdzietnej śmierci swojego brata stryjecznego, George'a, został dodatkowo 5. księciem St Albans.
4 maja 1763 r. w Londynie, poślubił lady Catherine Ponsonby (14 października 1742 - 4 września 1789), córkę Williama Ponsonby'ego, 2. hrabiego Bessborough i lady Caroline Cavendish, córki 3. księcia Devonshire. Aubrey i Catherine mieli razem czterech synów i trzy córki:
- Catherine Elisabeth Beauclerk (zm. lipiec 1803), żona Jamesa Burgessa, nie miała dzieci
- Aubrey Beauclerk (21 sierpnia 1765 - 12 sierpnia 1815), 6. książę St Albans
- William Beauclerk (18 grudnia 1766 - 17 lipca 1825), 8. książę St Albans
- admirał Amelius Beauclerk (sierpień 1771 - 10 grudnia 1846)
- Frederick Beauclerk (8 maja 1773 - 22 kwietnia 1850)
- Georgiana Beauclerk (1776 - 17 października 1791)
- Caroline Beauclerk (przed 1787 - 23 listopada 1838), żona Charlesa Dundasa, miała dzieci

Książę St Albans zmarł w wieku 62 lat. Wszystkie jego tytuły odziedziczył jego najstarszy syn.